# Tipula affinis
Tipula affinis är en tvåvingeart som beskrevs av Theodor Emil Schummel 1833. Tipula affinis ingår i släktet Tipula och familjen storharkrankar. Arten är reproducerande i Sverige. Inga underarter finns listade i Catalogue of Life.